# St. Nikolaus (Schiff)
Die St. Nikolaus ist ein Fahrgastschiff der HADAG mit Platz für 116 Passagiere. Das Schiff wurde Anfang 2023 gebraucht erworben und soll vor allem auf der Linie 73 und der HBEL in einem fährähnlichen Betrieb zum Einsatz kommen. Im Gegensatz zu den aktuellen Typschiffen sind zum Betrieb zu diesem Schiff zwei Besatzungsmitglieder notwendig.

## Geschichte
Das Schiff wurde ebenfalls unter dem Namen St. Nikolaus auf dem Inn, einem rechten Nebenfluss der Donau eingesetzt. Von Kufstein bis Niederndorf gab es ab 1998, anfangs mit dem kleineren Fahrgastschiff Tirol, dann ab April 2000 mit dem zweischraubigen Schiff St. Nikolaus eine touristisch orientierte Innschifffahrt bis 2011 angeboten. Eingestellt wurde der Betrieb, weil Hochwässer mitunter den Einsatz verhinderten und mangels ausreichender Fahrgastzahlen. Das Schiff St. Nikolaus wurde im April 2013 an die Erlebnisreederei Zollenspieker-Hoopte GmbH & Co. KG nach Hamburg verkauft. Ab Sommer 2023 fährt die St. Nikolaus für die HADAG. Wegen ihrer niedrigen Bauhöhe eignet sich das Schiff mit Kapazitäten für knapp 120 Passagiere besonders für den Einsatz auf der Linie 73. Außerdem kann es aufgrund des geringen Tiefgangs künftig auch flexibler auf der Linie HBEL nach Cranz eingesetzt werden.